# 李士谔
李士谔（1919年—2014年），男，四川成都人，中国生物化学和分子生物学家，曾任中国生物化学会理事。